# Zeche Hibernia
Die Zeche Hibernia war ein Steinkohlenbergwerk in Gelsenkirchen. Für den Namen des Bergwerks wurde der lateinische Begriff für Irland verwendet. Die Zeche Hibernia gehörte zu den Gründungsmitgliedern des Vereins für Bergbauliche Interessen. Außerdem gehörte die Bergwerksgesellschaft Hibernia zu den Gründungsmitgliedern des Rheinisch-Westfälischen Kohlen-Syndikats. Das Bergwerk gehörte in der zweiten Hälfte des 19. Jahrhunderts zu den bedeutendsten Zechen des Regierungsbezirks Arnsberg.

## Geschichte

### Planung
In der Mitte des 19. Jahrhunderts kam es zu einer erheblichen Ausweitung des Ruhrbergbaus. Der Bergbau wurde weiter in die Richtung nördlich des Ruhrtales ausgedehnt. Eine Voraussetzung für diese wirtschaftliche Entwicklung war der Bau der Köln-Mindener Eisenbahn. Im Jahr 1846 wurden Schürfscheine für die südlich von Gelsenkirchen liegenden Felder Christianenglück und Ludwigsglück ausgestellt. Die beiden Schürfscheine wurden auf den Namen des Grubenrechnungsführers a. D. Franz Hilgenstock aus Mülheim ausgestellt. Hilgenstock handelte bei der Beantragung der beiden Schürfscheine im Auftrag des Gutsbesitzers Ludwig van Oven aus Huckingen. Allerdings ergaben sich bei der Erkundung der Lagerstätte Probleme, denn die Kohlen lagen hier in einer Teufe, in der die deutschen Ingenieure bisher noch keine bergbaulichen Tätigkeiten durchgeführt hatten. Am 6. Juli des Jahres 1854 wurde das Geviertfeld Ludwigsglück verliehen. Eine irische Investorengruppe entsandte den Ingenieur William Thomas Mulvany. Noch im Jahr 1854 wurde die Gewerkschaft Hibernia in Gelsenkirchen gegründet. In der Mitte des 19. Jahrhunderts wurden im Ruhrgebiet vermehrt Bergwerksgesellschaften durch ausländische Kapitalgeber gegründet und so handelte es sich bei den Gewerken dieser neu gegründeten Gewerkschaft überwiegend um Iren. Als Repräsentant der Gewerkschaft wurde William Thomas Mulvany gewählt. Noch im selben Jahr übernahm die Gewerkschaft Hibernia die beiden Felder Christianenglück und Ludwigsglück. Es wurde beschlossen, im Feld Ludwigsglück ein Bergwerk zu errichten. Damit die Gewerkschaft das Grubenfeld erschließen konnte, mussten die Probleme, die sich aufgrund der Geologie der Lagerstätte ergaben, gelöst werden. Hierfür konnte Mulvany den britischen Bergbauingenieur William Coulson aus dem Kohlerevier Durham gewinnen. Die für die praktischen Tätigkeiten benötigten Bergleute stammten ebenfalls aus diesem Bergbaugebiet.

### Die Anfänge
Nachdem die Gewerkschaft den Bauern Feldhove und Strunk ein für den Bau der Tagesanlagen benötigtes Feld abgekauft hatte, erfolgte am 7. März des Jahres 1855 der erste Spatenstich für den Tiefbauschacht. Wenige Tage später wurde am 17. März mit den Teufarbeiten von Schacht 1 begonnen. Der Schacht wurde am Bahnhof Gelsenkirchen angesetzt. Da der Schacht durch wasserführende Schichten geteuft wurde, erfolgte der Schachtausbau bei diesem Schacht mit gusseisernen Tübbingen. Diese Methode des Schachtausbaus war bei den deutschen Bergbauingenieuren unbekannt, da man hier zu dieser Zeit die Schachtwandungen ausmauerte. Der Bau des Schachtes, insbesondere das aus England stammende Verfahren mittels Küvelage, erweckte großes Interesse bei den deutschen Fachleuten. Im Jahr 1857 wurde neben dem Schacht 1 mit den Teufarbeiten für den als Wetterschacht geplanten Schacht 2 begonnen. Der Schacht wurde nördlich von Schacht 1 in einer Entfernung von 24 Lachtern angesetzt. Schacht 2 hatte einen runden Querschnitt mit einem Durchmesser von 10 Fuß. Noch im selben Jahr erreichte Schacht 1 bei einer Teufe von 111 Metern das Karbon. Während der Teufarbeiten durchörterte man bereits am Anfang vier bauwürdige Flöze. Diese Flöze gehörten zur hangenden Fettkohlenpartie und hatten ein Einfallen nach Süden von 16,5 bis 21,6 Gon. Am 20. Juni desselben Jahres wurde das Feld Ludwigsglück mit dem Geviertfeld Neu-Christiansglück zu Hibernia konsolidiert. Zu diesem Zeitpunkt umfasste die Berechtsame eine Fläche von 2,1 km2. Zu dieser Zeit gehörte das Bergwerk zum Oberbergamtsbezirk Dortmund und dort zum Bergrevier Altendorf. Im Jahr 1858 wurde im Schacht 1 bei einer Teufe von 162 Metern (−112 m NN) die 1. Sohle und bei einer Teufe von 195 Metern (−145 m NN) die 2. Sohle angesetzt. Die Teufarbeiten am Schacht 2 wurden zunächst gestundet. Damit die Bergarbeiter eine Wohnung in der Nähe des Bergwerks hatten, ließ Mulvany die Siedlung Balaklava erbauen. Die Siedlung befand sich in der heutigen Neustadt im Bereich der Schwanenstraße.

### Die ersten Betriebsjahre
Noch im Jahr 1858 konnte der Schacht 1 in Förderung gehen. Um das Feld weiter auszurichten, wurden ober- und unterhalb der 1. Sohle in den Flözen jeweils eine Mittelsohle aufgefahren. Wegen der guten Lagerungsverhältnisse konnten die Bergleute schon zu diesem Zeitpunkt sehr gute Förderergebnisse erzielen. Allerdings zeichnete sich bereits ab, dass das Bergwerk aufgrund der hohen Förderung sehr bald in größere Teufen vordringen musste. Da es Untertage zu starken Zuflüssen von Grubenwasser kam, war es zwingend erforderlich, den zweiten Schacht weiter zu teufen. Im Jahr 1860 wurden die Teufarbeiten am Schacht 2 wieder aufgenommen. Im Schacht 1 wurde im selben Jahr die Seilfahrt eingeführt. Die Zeche Hibernia war somit eines der ersten Bergwerke, auf dem die Seilfahrt mittels Förderkorb erfolgte. Im darauffolgenden Jahr ging der Schacht 2 ab der 2. Sohle in Förderung. Das Bergwerk gehörte mittlerweile zum Bergrevier Steele. Zu diesem Zeitpunkt wurden in den einzelnen Flözen die Wetterstrecken weiter aufgefahren. Das Grubenfeld wurde weiter ausgerichtet. Auf beiden Sohlen wurden Kohlen gewonnen und es wurden neue Abbaubetriebe vorgerichtet. Im Jahr 1862 liefen die Abbaubetriebe ohne Schwierigkeiten, die Kohlen wurden regelmäßig abgebaut. In den Flözen Nr. 4 und Nr. 5 mussten die Gewinnungsarbeiten forciert werden, Grund hierfür war der in diesem Bereich herrschende stärkere Gebirgsdruck. Im Jahr 1863 wurde bei einer Teufe von 212 Metern (−162 m NN) die 3. Sohle angesetzt. Im Jahr 1868 wurde über Blindschächte bei einer Teufe von 238 Metern (−188 m NN) die 4. Sohle angesetzt. Bereits zwei Jahre später wurde bei einer Teufe von 260 Metern (−210 m NN) die 5. Sohle angesetzt.
Im Jahr 1872 kam es zu einem Grubenbrand, dessen Auswirkungen so stark waren, dass die Förderung eingestellt werden musste. Anschließend mussten die abgesoffenen Grubenbaue auf der 4. Sohle wieder gesümpft werden. Zum Ende des Jahres konnte die Förderung wieder aufgenommen werden. Im selben Jahr wurden die Teufarbeiten am Schacht 1 wieder aufgenommen und der Schacht wurde tiefer geteuft. Im Jahr 1873 wurde der Schacht 1 mit der 5. Sohle durchschlägig. Bedingt durch die Wirtschaftskrise, die auf den Aufschwung nach dem Französisch-Preußischen Krieg folgte, geriet die Gesellschaft Hibernia in finanzielle Schwierigkeiten. Aus diesem Grund wurden die beiden Bergwerke Shamrock und Hibernia an zwei Berliner Banken verkauft. Die beiden Banken gründeten zwecks Übernahme eine neue Gesellschaft. Im selben Jahr ging die Ursprungsgewerkschaft in die neu gegründete Hibernia und Shamrock Bergwerksgesellschaft über. Die neue Aktiengesellschaft wurde mit einem Grundkapital von 5.600.000 Talern gegründet und übernahm das Bergwerksvermögen der beiden Gewerkschaften Shamrock und Hibernia. Als Aufsichtsratsvorsitzender der neuen Gesellschaft wurde William Thomas Mulvany gewählt. Im Jahr 1875 wurde der Schacht 2 bis zur 5. Sohle tiefer geteuft. Der Feuerherd für den Wetterofen wurde im selben Jahr zur 3. Sohle tiefer gelegt. Im Jahr 1876 wurden die Teufarbeiten am Schacht 1 wieder aufgenommen und der Schacht wurde tiefer geteuft. Bei einer Teufe von 305 Metern (−255 m NN) wurde die 6. Sohle angesetzt. Im darauffolgenden Jahr wurde im Schacht 1 bei einer Teufe von 350 Metern (−300 m NN) die 7. Sohle angesetzt. Außerdem wurde in diesem Jahr der Schacht 2 bis zur 6. Sohle tiefer geteuft. Im Jahr 1880 wurde der Schacht 2 mit einem Stahlfördergerüst ausgestattet.

### Der weitere Ausbau und Betrieb des Bergwerks
Im Jahr 1882 wurde mittels Gesenk die 8. Sohle angesetzt. Diese Sohle wurde in einer Teufe von 430 Metern (−380 m NN) ausgerichtet. Im Jahr 1884 wurde der Schacht 2 bis zur 7. Sohle tiefer geteuft. Im darauffolgenden Jahr wurde von der 8. Sohle ein Gesenk geteuft und bei einer Teufe von 520 Metern (−470 m NN) die 9. Sohle angesetzt. Im Jahr 1887 wurde der Schacht 2 (Wetterschacht) bis zur 9. Sohle tiefer geteuft. Im selben Jahr kam es im Schacht 2 zu einer Schlagwetterexplosion, hierbei wurden 52 Bergleute getötet. Im darauffolgenden Jahr wurde der Schacht 1 bis zur 8. Sohle geteuft. Im Jahr 1890 wurde im Schacht 2 bei einer Teufe von 610 Metern (−560 m NN) die 10. Sohle angesetzt. Um einen weiteren Schacht für die Bewetterung zu erhalten, wurde im Jahr 1891 mit den Teufarbeiten für den Schacht 3 begonnen. Am 23. Januar dieses Jahres kam es zu einer Kohlenstaubexplosion, bei der 57 Bergleute ums Leben kamen. Im Schacht 1 wurde in diesem Jahr die 9. Sohle angesetzt. Am 15. Oktober wurde eine Kokerei in Betrieb genommen. Im Jahr 1893 wurde der Schacht 1 bis zur 10. Sohle geteuft. Im selben Jahr wurde die 9. Sohle zur Hauptfördersohle. Im Jahr 1894 wurde der Schacht 3 als Wetterschacht in Betrieb genommen. Der Schacht war bis zur 10. Sohle in Betrieb. Am 5. Januar kam es zu einer weiteren Schlagwetterexplosion, hierbei kamen drei Bergleute ums Leben. Im Jahr 1898 wurde auf der 10. Sohle mit der Gewinnung begonnen. Im Jahr 1903 wurden die Teufarbeiten am Schacht 2 wieder aufgenommen und der Schacht wurde tiefer geteuft. Im selben Jahr wurde bei einer Teufe von 710 Metern (−660 m NN) die 11. Sohle angesetzt. Im Jahr 1907 wurden die Teufarbeiten am Schacht 3 wieder aufgenommen und der Schacht wurde tiefer geteuft. Im Jahr 1910 wurde der Schacht 3 mit der 11. Sohle durchschlägig. Am 24. Juli desselben Jahres wurde die Kokerei stillgelegt. Im Jahr 1913 wurde der Schacht 1 bis zur 11. Sohle in Betrieb genommen.

### Die letzten Jahre bis zur Stilllegung
Während des Ersten Weltkrieges beschloss der preußische Landtag ein Gesetz, durch das die Staatsregierung ermächtigt wurde, die restlichen freien Aktien der Bergwerksgesellschaft Hibernia zu erwerben. Durch diese Maßnahme wurde die Bergwerksgesellschaft Hibernia verstaatlicht. Daraufhin legte der Aufsichtsrat sein Mandat nieder. Im Jahr 1920 wurde im Schacht 1 bei einer Teufe von 880 Metern (−911 m NN) die 12. Sohle angesetzt. Im Rahmen der Rationalisierungsmaßnahmen der 1920er Jahre entschloss sich die Hibernia AG, die Zeche Hibernia stillzulegen. Nachdem die Kohlenvorräte weitgehend abgebaut waren, wurde die Zeche Hibernia am 31. Juli des Jahres 1925 aus wirtschaftlichen Gründen stillgelegt. Die Grubenbaue blieben noch für Erhaltungsarbeiten offen. In den Jahren 1926 und 1927 wurden nochmals geringe Mengen Kohlen als Deputat abgebaut.

## Förderung und Belegschaft
Auf dem Bergwerk wurde qualitativ hochwertige, sehr stückreiche Flammkohle und sehr gute Gaskohle abgebaut. Die ersten bekannten Förder- und Belegschaftszahlen stammen aus dem Jahr 1858, damals waren 195 Bergleute auf dem Bergwerk beschäftigt, die eine Förderung von 18.371 Tonnen Steinkohle erbrachten. Im Jahr 1860 wurden mit 583 Beschäftigten 148.853 Tonnen Steinkohle gefördert. Im Jahr 1862 wurde eine Förderung von 849.714 preußischenTonnen Steinkohle erzielt. Diese Förderung wurde von 527 Bergleuten erbracht. Im Jahr 1866 wurde eine Förderung von 602.845 preußischen Tonnen Steinkohle erbracht, die Belegschaftsstärke betrug 602 Beschäftigte. Im Jahr 1870 wurden mit 722 Beschäftigten 168.270 Tonnen Steinkohle gefördert. Im Jahr 1875 wurde mit 865 Beschäftigten eine Förderung von fast 196.000 Tonnen Steinkohle erbracht. Im Jahr 1880 stieg die Förderung auf 316.682 Tonnen Steinkohle, die Belegschaftsstärke lag bei 1174 Beschäftigten. Die maximale Förderung des Bergwerks wurde im Jahr 1884 erbracht. In diesem Jahr wurden 493.072 Tonnen Steinkohle gefördert. Im Jahr 1885 wurden mit 1556 Beschäftigten 486.618 Tonnen Steinkohle gefördert. Im Jahr 1890 wurde eine Förderung von 443.783 Tonnen Steinkohle erzielt. Diese Förderung wurde von 1464 Bergleuten erbracht. Im Jahr 1895 erbrachten 1169 Beschäftigte eine Förderung von 295.162 Tonnen Steinkohle. Im Jahr 1900 wurde mit 1111 Beschäftigten eine Förderung von 329.000 Tonnen Steinkohle erbracht. Im Jahr 1905 wurde eine Förderung von 239.598 Tonnen Steinkohle erzielt. Diese Förderung wurde von 1043 Bergleuten erbracht. Im Jahr 1913 wurden mit 1215 Beschäftigten 337.000 Tonnen Steinkohle gefördert. Im Jahr 1924 waren noch 1643 Beschäftigte auf dem Bergwerk, es wurden 303.060 Tonnen Steinkohle gefördert. Dies sind die letzten bekannten Förder- und Belegschaftszahlen der Zeche Hibernia als förderndes Bergwerk.

## Folgenutzung
Die Gebäude und Schächte wurden 1927 an die Versuchsgrubengesellschaft mbH (GBAG) verpachtet. Diese am 7. Oktober des Jahres 1927 gegründete Gesellschaft betrieb die Versuchsgrube Hibernia für mehrere Jahre. Zweck dieser Grube war die Kohlengewinnung zu Versuchszwecken und zur Bereitstellung des Deputates. In den Jahren 1928 bis 1942 wurde die Versuchsgrube Hibernia mit bis zu 109 Bergleuten betrieben. Es wurden bis zu 9028 Tonnen Steinkohle gefördert. Im Jahr 1941 plante man, das Bergwerk zur regelmäßigen Förderung wieder in Betrieb zu nehmen, dieser Plan wurde jedoch nicht umgesetzt. Im selben Jahr wurde das Grubenfeld der ehemaligen Zeche Hibernia zwischen den benachbarten Zechen Dahlbusch, Consolidation und der GBAG aufgeteilt und verpachtet. Im Jahr 1942 wurde das Grubenfeld an die Zechen Consolidation und Dahlbusch verpachtet. Zum Jahresende des Jahres 1943 wurde die Versuchsgrube Hibernia stillgelegt. Die Berechtsame wurde durch die beiden Zechen Consolidation und Dahlbusch weiter genutzt. Schacht 1 kam als Außenschachtanlage an die Zeche Dahlbusch, war bis 1961 in Betrieb und wurde im selben Jahr verfüllt. Schacht 3 wurde von der Zeche Consolidation als Außenschacht bis 1964 betrieben und im selben Jahr abgeworfen und verfüllt.

## Heutiger Zustand
Nach der endgültigen Aufgabe des Hibernia-Grubenfeldes wurden die verbliebenen Tagesanlagen abgebrochen. Nur die Entlüftungsrohre an den ehemaligen Schächten sind noch erhalten geblieben. An den Namen der Zeche Hibernia erinnert noch heute die Hiberniastraße im Zentrum von Gelsenkirchen. Auf dem evangelischen Friedhof an der Kirchstraße erinnern noch die Grabsteine der ehemaligen irischen Bergleute an die ersten „Gastarbeiter im Bergbau“. Auf dem Gelände der ehemaligen Zeche steht heute das Hygiene-Institut Gelsenkirchen; das Gelände ist nicht mehr als Bergbaufläche erkennbar. Etwa 100 Meter südlich der Bahnstrecke markiert die Straße Wiehagen den Rand der gleichnamigen Gemarkung.